# Sekundarni obveščevalec
Sekundarni obveščevalec, sekundarni prenašalec ali znotrajcelični glasnik (angleško second messenger) je molekula ali ion, ki sodeluje pri prenosu informacije od receptorja na plazemska plazemski membrani v notranjost celice. Hidrofilni hormoni in živčni prenašalci namreč ne vstopijo v celico, pač pa se vežejo na receptorje na membrani, sproščeni sekundarni obveščevalci, ki se sprostijo na notranji strani receptorja, pa prenesejo obvestilo do ustreznih struktur v celici.
Najprej so vlogo sekundarnih prenašalcev opisali pri delovanju hidrofilnih hormonov (insulin, glukagon ...) in aminokislinskih živčnih prenašalcev (na primer adrenalin). Primarni signal, ki ga posreduje hormon oziroma prenašalec na receptor se prenese v obliki sekundarnega, intracelularnega signala na sekundarni prenašalec. 

## Receptorji
Receptorji, ki posredujejo učinek preko sekundarnih obveščevalcev, so lahko na znotrajcelični strani:
- sklopljeni s heterotrimernim proteinom G. Aktiviran protein G nadalje aktivira ciljne encime, ki nato proizvajajo molekule sekundarnega prenašalca. To vrsto receptorjev imenujemo metabotropni receptorji.
- ali pa so povezani z encimom fosfotirozinkinazo, ki fosforilira različne signalne beljakovine ter jim na ta način spremeni aktivnost. Na ta način delujejo na primer receptorji za insulin.

## Vrste sekundarnih obveščevalcev
Obstajajo tri osnovne skupine sekundarnih obveščevalcev:
- hidrofobni sekundarni obveščevalci (na primer inozitoltrifosfat in diacilglicerol) so vključeni v membrano ter oddifundirajo v jukstamembranski prostor, kjer se vežejo na tarčne beljakovine, ki so vezane na membrano,
- hidrofilnii sekundarni obveščevalci so vodotopne molekule (na primer cAMP, cGMP, Ca2+) in se nahajajo znotraj citosola,
- plinasti sekundarni obveščevalci (NO in CO), ki lahko difundirajo tako skozi membrano kot po citosolu.

## Lastnosti
- sproščajo se in se znova odstranjajo s pomočjo specifičnih encimskih reakcij,
- nekateri (na primer kalcijevi ioni) imajo sposobnost skladiščenja v specifičnih organelih in se od tam sprostijo, ko je potrebno,
- celice natančno uravnavajo prostor in čas njihovega delovanja.